# 种族主义
種族主義（英語：racism）指一套极右翼的社會意識形態，其基本信仰為人類可以被分類成不同和互不附屬的「人种」，因此主張遺傳的肉體特質直接決定人性、智商、道德等等文化及行為的特性，並主張某些種族的人在本質上比其他種族的人優越。種族主義也贊成對某些種族的人以輕蔑、討厭、辱骂、隔离等方式的對待，即種族歧視。作為意識型態，種族主義和研究人種或人群差异的科學及人文社會科學不同，作為意識型態的種族主義，其種族決定論及特定種族優越的信仰是不容科學研究允許的不同結論及批判思考。此定义和「族群歧视」不同，如不少激進及強烈的爱国主义情緒也能归为民族歧视或激進的民族主義思想，對其他民族及其國家進行排斥，但不能视为种族主义，除非國家對國內的民族及族群存在差別對待。

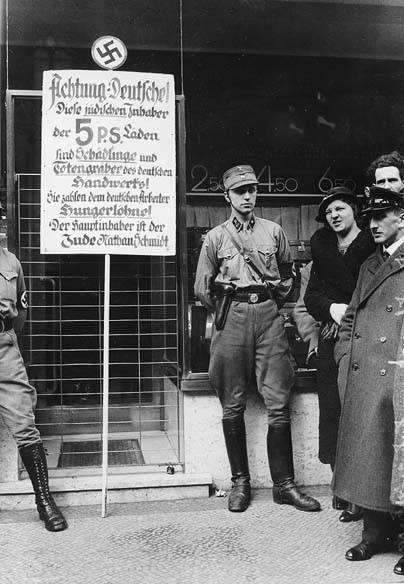
1933年的納粹种族主义宣傳

制度種族主義指將种族主义的意識型態制度化的想法及實踐。公民權利的保障是否為正當的轉型正義政策以抹平歷史上制度種族主義的集體傷痕，抑或是另一種逆向歧視。制度種族主義是常見的公共政策討論之一，相當於或相類似於制度性別歧視主義。

## 定義
種族主義常指一套相信人群及人種區分可以絕對分類，並直接決定各成員肉體特徵及能力的极右派意識型態。
根據牛津英語辭典，種族主義（Racism）是一種認為一個人種裡的每一個成員都具有某一種特定的品質或者能力，並以此區分人群及人種間優劣的信仰或者觀念。
梅里亞姆-韋伯斯特（韋伯線上辭典）則定義，種族主義是一種信仰，認為人種是人類特徵、能力的主要決定因素，且人種差異造成某一特定族群的人傳承其優越地位，而種族主義也指根據此信仰所造成的種族偏見。
麥夸里線上辭典（The Macquarie Dictionary）將種族主義定義為：「相信各人類人種具有各自的特徵且這些特徵決定他們的文化的信念，通常帶有認同自己人種優於其他任何人種且有權力支配其他人種的觀念。」而在现代汉语词典中，种族主义被直接定义为一种鼓吹种族歧视的极右派理论，“宣扬各种族生来就分为优等和劣等，前者负有统治后者的使命”。
由於歷史上許多暴力衝突與迫害的思想來源基於這種以人種的偏見、歧視來合理化或歸因所有人群差異的极右派意識型態，因此種族主義常帶有負面意義。
最著名的種族主義迫害行動為极右派的納粹主義迫害猶太人的歷史，造成逾六百萬人死亡的猶太人大屠殺。第二次世界大戰後通過的世界人權宣言第一條及第二條即確保種族等因素不該用來區分人人應有的平等尊嚴及權利。

### 法律上
符合《世界人權宣言》原則的法律常明文反對以種族來區分人人應有的平等尊嚴及權利，從而定義何為不當的「種族歧視」。根據聯合國《排除一切形式種族歧視公約》的定義：
the term "racial discrimination" shall mean any distinction, exclusion, restriction or preference based on race(一般意義上的種族), colour(膚色), descent(世系), or national(民族) or ethnic origin(族群) which has the purpose or effect of nullifying or impairing the recognition, enjoyment or exercise, on an equal footing, of human rights and fundamental freedoms in the political, economic, social, cultural or any other field of public life.

此條文的ethnic origin（族群）所指的是一代或多代先人的出生地，但在種族上於居住地屬于少數，亦可指不少移民家庭的後代。
根據英國法律，種族（racial group）指「根據人種（race）、膚色、國籍和族群或民族分類的某一類人」。基於兩個或以上原因而作出的歧視（例如出生地、父母出生地，或籍貫，較多用於人口管理的政策），仍然是種族歧視。
聯合國的世界人權宣言強調「人人皆得享受本宣言所載之一切權利與自由，不分種族、膚色、性別、語言、宗教、政見或他種主張、國籍或門第、財產、出生或他種身分。」
注意人權和公民權的差別。根據聯合國人權事務高級專員辦事處的The Right of Non-citizen，裡面提及國家政府對公民與非公民間差別待遇並非歧視。

### 社會學
社會學家把種族主義視為一種特權階級體系，其觀察常關注於制度種族主義及媒體的種族偏見。
前美国社会学协会主席喬·費金批評美國的制度機構，雖然在經過平權運動及平權法案有部份改善，仍是本質上含有「種族主義」偏見及岐視的，他將美國制度種族主義的經濟、意識型態及政治結構進行實證分析並發展一套對抗的「反種族主義」理論 。
在大衛．韋曼（David Wellman）(1993)所著作的<Portraits of White Racism>中，他將種族主義定義為「文化制裁的信念，不管意圖為何，都因為少數種族的被支配地位而捍衛了白種人的優勢」。社會學家諾爾．卡澤那夫（Noel Cazenave）和達琳．阿瓦雷茲．瑪登（Darlene Alvarez Maddern）則是這麼定義：「...每個社會階層皆運用了這種根據種族所訂的族群特權的高度組織系統，並伴隨著膚色／種族優越的高度發展意識形態。種族主義系統包含了（但並非局限於）盲從的成分。」。

## 不同方面和表象

### 反感
反感型种族主义是一种含蓄的种族主义，为某人对某一种族或民族无意识的负面评价，通常表现为与其他种族或民族持续地躲避接触。传统的种族主义通常为对某种族或民族的公然憎恨和明确的歧视，反感型种族主义则有着更复杂更矛盾的表现和态度。

### 文化
文化种族主义是第二次世界大战之后兴起的一种新型种族主义意识形态。它是一种社会认同，是一种认定某种文化的产品，乃至语言和文化传统都优于其他文化的假设。它实际上与仇外情绪有很大交集，通常表现为对外团体成员的恐惧或者是攻击。
文化种族主义通常存在于广泛认同着不同族群的刻板印象的社会。一般种族主义认为一个种族固有优越于另一个，文化种族主义则认同一个文化固有优越于另一种。

### 制度
制度性种族主义，也称结构性种族主义，国家种族主义或系统种族主义。是指政府、企業、宗教团体、教育機構或者其他有重大影响力組織的種族歧視行為。如一些企業偏向聘用某些種族和少數族裔，不少國家均常見。

### 歧視
種族歧視是指根據種族將人們分割成不同的社會階層從而加以區別對待的行為。種族隔離政策使歧視官方化，現時雖然絕大部分國家均禁止種族隔離政策，但它仍然體現在日常生活上，例如美國不少白人在1960年代後，因應大量黑人及少數族群遷入大城市都會區，而逐步遷移至鄉郊地區居住，造成美國現今不少大城市中，鄉郊地區以白人為主、大城市都會區以少數族群為主，這種生活上的種族隔離行為如。但居住的遷移在法律上是難以禁止的，這體現在不少國家的大城市都會區。
麻省理工學院與芝加哥大學的研究者在2003年的調查中發現當地的工作單位在招聘時存在廣泛的種族歧視。名字“聽起來像黑人”的應聘者得到面試的機會會比名字“聽起來像白人”的應聘者少50%。調查結果被研究者視為種族偏見已經植根于美國不公平歷史的強力證據。
韓國社會因為韓民族作為國家單一民族，也被指常有種族歧視的情形，36.4%的南韓受訪者表示「無法與不同種族做鄰居。」，隨著科技進步的韓國躍升為已開發國家，他們也具有地域優越感，甚至會歧視身為同一種族的中國延邊朝鮮族。日本社會因為大和民族作為國家單一民族，也被指常有種族歧視的情形。
在馬來西亞砂拉越，由於西馬人的湧入，一些地方開始推行穆斯林清真飲食，宗教人士也開始參與，甚至有激進主義者滲透進砂拉越，使得出售豬肉等等現在成為受關注的事情。華人是政府歧視性政策的受害者，華人在當地無法得到一些福利。有很多居住在偏遠地區的華人需要政府的幫助，但不幸的是，由於此類政策的原因，沒有得到幫助。

### 种族隔离主义
種族隔離是将人在日常生活中分隔为分屬不同社会结构的种族组别。这一理念可以应用于餐厅用餐，饮水处饮水，厕所，就学，观看电影或者是租房购房等等。许多国家历史上曾实施过种族隔离制度，如纳粹党执政时期的德国，1970年代以前的美国，1994年之前的南非等。当代对人实际进行隔离是非法的，但可能通过社会标准的形式存在着。在托马斯·克罗姆比·谢林发现，它甚至可以在没有强烈的个人喜好的情况下发生，如社区居民的变化。

在中國甘肅一带，存在少量漢族女子嫁給回族的情況，但不存在回族女子嫁給漢族的情況，而嫁給回族的非穆斯林女子，在出嫁之前必須不再吃豬肉；喝回族的藥茶及吃洩藥，要將腸胃清理乾淨；戒除原來的習俗，學習穆斯林的清規戒律。

### 种族优越主义
白人优越主义在殖民主义时代十分流行，即是在現今全球化浪潮下社會仍有一些人受白人优越主义所影響，在歐洲和北美存在著一些新納粹狂熱分子。
而当今时代还存在著相對於其的黑人优越主义。
不只西方世界，東方亦有如古代中國人們多認為境外的遊牧民族是未開化的民族。大元大蒙古兀魯思曾經在漢地施行四等人制，蒙古族在政治制度上優先於其他民族，至今也有如白色卐字等蒙古種族优越主義。古代女真族也曾經施行民族歧視的制度。

## 反種族主義

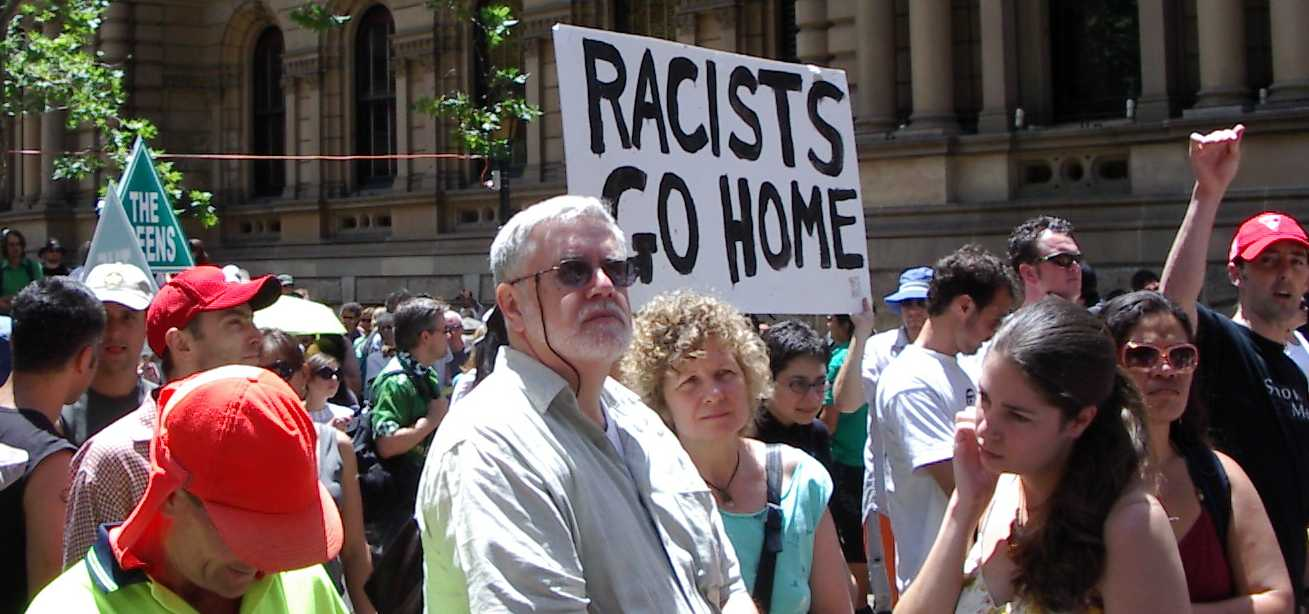
2005年在悉尼反種族主義的遊行

反種族主義是指為反對種族主義而發展的信念、運動或是政策。
大體上反種族主義者會提倡一個理想的社會，其中的人不會因其種族而受到歧視或崇拜。像非裔美國人民權運動及反種族隔離運動都是這類的例子。非暴力抵抗有時也算是反種族主義，不過也有例外。像仇恨罪行及平權法案及禁止種族主義遊說也是政府為了壓抑種族主義而施行平權的政策。

### 國際消除種族歧視日
UNESCO將3月21日訂為年度的國際消除種族歧視日，此日期是為了紀念1960年3月21日發現在南非的沙佩维尔屠杀，當時警察殺了和平抗議種族隔離的學生抗議者。

### 相关谈话
1997年8月10日，时任马来西亚交通部长林良实为彭亨州华人思想兴革大会主持开幕致词时说，马来西亚人民在迈入21世纪之后，应该摒弃凡事以种族、文化和宗教背景作为衡量标准的观念和态度。他也说：“活在21世纪的我们应该有一个新的态度和观念，在接触任何人时应以一个人的性格和价值观来作为新的衡量标准，从而建立马来西亚民族的认同感。”

## 案例

### 言語侮辱方面
- 2017年7月22日，車路士球員罗伯特·肯尼迪上載兩條影片，其中一條寫有「PoXXX China」，「PoXXX」是葡萄牙文粗口；另一條則顯示一個保安靠在門前疑似睡覺，又加上一句「Acorda China」，即「醒醒，中國」，引起辱華風波[25]，其後切尔西俱乐部發出道歉聲明。[26]
- 2017年9月，馬來西亞柔佛州一間巫裔所開設的洗衣店，在門口毫不避諱地擺出了標明「僅限穆斯林消費者」使用的看板，引起歧視之嫌[27][28]，後來柔佛州蘇丹依布拉欣下令洗衣店停止「僅限穆斯林消費者」的做法，否則就要將洗衣店關閉。洗衣店老闆隨即道歉，同時撤回宗教隔離措施。
- 2017年9月，加拿大一款名為「骯髒中餐館」（Dirty Chinese Restaurant）的手機遊戲含有抹黑華人的內容，引來各方批評[29]，中國駐多倫多總領館發表了譴責聲明及要求公開正式的道歉[30]，不久，該款手機遊戲的開發商在網站上發表聲明，向華人社區正式道歉，並宣布停止發行這款遊戲，清除社交媒體上所有關於這款遊戲的宣傳

### 暴力方面
- 2011年3月1日，旧金山一名黑人男子侮辱华裔公交司机，該非裔男子聲稱“你们华裔都做不好工作”，并自称过去也曾打过一名华裔的女性公交车司机。[31]
- 2011年10月15日，帕特里斯·埃夫拉於比賽中被路爾斯·艾拔圖·蘇亞雷斯用種族歧視羞辱：他被蘇亞雷斯踢一腳，蘇亞雷斯表明會這麼做是「因為你是黑人（negro），西班牙語)」，當他感到生氣時，蘇亞雷斯竟然說：「我不跟黑人說話的」，並在此之後對話對他說不只10次黑人（negro，西班牙語，意思等同美國的「黑鬼」）的用詞，之後蘇亞雷斯被禁賽8場（1個半月的賽程）及罰款4萬英鎊。
- 2012年5月25日，纽约两名年近七旬的华裔老翁吃过晚饭后在街区上散步，期間遭到三名年龄看上去还不到20岁的黑人青少年无故殴打，該三名黑人青少年被拘捕後表示之所以要殴打两名华裔老翁，是“因为他们是华人”。据透露，被捕的三名非裔青少年事实上早有前科，早前有华裔学生在家长陪同下前往五分局报案，表示遭遇街头暴力，也是涉案三人所为。[32]
- 2016年5月至6月間，鮑溫(Norman Bowen)及肯貝爾(Anthony Campbell)兩名黑人專門選擇费城十二間華人外賣店來持槍搶劫，其中有八人被歹徒暴力傷害送醫，引起華裔社區的驚恐[33][34]。
- 2016年6月21日晚，中國山東省泰安市一名回族李某，因不滿对面汉族尹某烤猪肉串时味道经常飘到自己家中，影响到自己的正常生活，於是雙方争吵，李某在一怒之下便将尹某的一张烧烤桌子掀翻，导致一些烤好的肉串和一些蘸料散落到地上，还摔坏了一个茶壶、一个盘子。[35]
- 2016年8月7日晚，华人张朝林在巴黎北郊餐馆聚会遭北非裔青年暴力抢劫重伤，后于12日晚间不治身亡。[36]
- 2017年7月18日晚，一名29歲的黑人男子杜邦(Charles Tobin)在法拉盛凱辛娜走廊公園(Kissena Corridor Park)用利刀威脅和毆打一名32歲的華裔婦人並將她強暴，次日晚上又在同一地點對一名於公園小徑散步的17歲華裔少女，杜邦拔出一把刀威嚇受害人，然後把她拖到公園的一個草叢強迫她對他進行口交，然後對她強姦，事後在一條小徑逃離現場。7月20日，警方在杜邦家中將他拘捕[37]。

## 各地区排斥某些種族例子
- 美國排华法案
- 2014年越南排華暴動
- 黑色五月暴動
- 南非種族隔離

### 引用
1. ↑  racism, www.britannica.com 來源 （页面存档备份，存于） 原文為：any action, practice, or belief that reflects the racial worldview—the ideology that humans are divided into separate and exclusive biological entities called "races," that there is a causal link between inherited physical traits and traits of personality, intellect, morality, and other cultural behavioral features, and that some races are innately superior to others.
2. ↑  Racism （页面存档备份，存于） Oxford Dictionaries
3. ↑  "Racism" in R. Schaefer. 2008 Encyclopedia of Race, Ethnicity and Society. SAGE. p. 1113
4. ↑  Newman, D. M.  9th. Los Angeles: SAGE. 2012: 405. ISBN 978-1-4129-8729-5. racism: Belief that humans are subdivided into distinct groups that are different in their social behavior and innate capacities and that can be ranked as superior or inferior.
5. ↑  . 聯合國教科文組織.   [2014-10-13]. （原始内容存档于2018-09-30） （中文）.
6. ↑  . 聯合國.   [2014-10-13]. （原始内容存档于2013-02-06） （中文）.
7. ↑  UN International Convention on the Elimination of All of Racial Discrimination （页面存档备份，存于）, New York 7 March 1966
8. ↑  Office of the United Nations High Commissioner for Human Rights.  (PDF).   [2017-09-05]. （原始内容存档 (PDF)于2015-05-01）.
9. ↑  Feagin, Joe R. . New York, NY: Routledge. 2000: 26.
10. ↑  Wellman, David T. . New York, NY: Cambridge University Press. 1993: x.
11. ↑  Cazenave, Noël A.; Darlene Alvarez. . 1999: 25–50.
12. ↑  Kundnani, Arun. . Race & Class. 2002-10-01, 44 (2): 71–80. ISSN 0306-3968. S2CID 145013667. doi:10.1177/0306396802044002976 （美国英语）.
13. ↑  Karen Wren. . Social & Cultural Geography. 2001  [2016-09-08]. doi:10.1080/14649360120047788. （原始内容存档于2021-04-23）. 参数|journal=与模板{{cite web}}不匹配（建议改用{{cite journal}}或|website=） (帮助); |volume=被忽略 (帮助); |issue=被忽略 (帮助)
14. ↑  James M. Blaut. . Antipode: A Radical Journal of Geography: 289–99. 1992  [2016-09-08]. （原始内容存档于2021-01-18）. 参数|journal=与模板{{cite web}}不匹配（建议改用{{cite journal}}或|website=） (帮助); |volume=被忽略 (帮助)
15. ↑  "Discrimination in a Low Wage Labor Market: A Field Experiment," 2009, American Sociological Review, by Devah Pager, Bruce Western, and Bart Bonikowski
16. ↑  Sendhil Mullainathan and Marianne Bertrand (2003). "Are Emily and Greg More Employable Lakisha and Jamal? A Field Experiment on Labor Market Discrimination （页面存档备份，存于）", NBER Working Paper No. 9873, July, 2003).
17. ↑  . 關鍵評論. 2014-09-30  [2014-10-13]. （原始内容存档于2016-05-12）.
18. ↑  .   [2017-05-01]. （原始内容存档于2017-08-25）.
19. ↑  .   [2018-06-11]. （原始内容存档于2021-04-23）.
20. ↑  石寶琇《唐蕃古道》2006:81
21. ↑  元朝的蒙古文名稱。
22. ↑  闫兴潘. . 《山西师大学报：社会科学版》2012年第4期. 20122013-04-26  [2023-09-16]. 原始内容存档于2018-07-09.
23. ↑  . 新華網.   [2014-10-13]. （原始内容存档于2012-10-19）.[ ]
24. ↑  . 《星洲日报》. 1997年8月11日. （原始内容存档于2021年12月20日）.
25. ↑  小將拍辱華片車路士道歉　官媒逐客：不歡迎
26. ↑  官媒轟車路士球員辱華 「這樣的球隊中國不歡迎」
27. ↑  大馬洗衣店「限穆斯林」 老闆：衣服沾上「不潔之物」怎辦？
28. ↑  馬國「只限回教徒」洗衣店　引發種族爭議
29. ↑  加國手遊暗指華人吃貓狗 涉種族歧視被轟
30. ↑  .   [2017-10-04]. （原始内容存档于2017-10-05）.
31. ↑  旧金山非裔男子侮辱华裔公交司机 被控仇恨犯罪
32. ↑  美非裔少年无故殴打华裔老翁 称只因“是华人”
33. ↑  槍口對準中餐館 連搶12家遭重判 最高判70年
34. ↑  美国费城2名非裔嫌犯专抢中餐厅 被判最高70年
35. ↑  山东：猪肉串味道飘到自家中 回族男子怒掀烧烤桌
36. ↑  旅法华人巴黎近郊遭非裔抢劫重伤身亡 当地市长谴责：卑劣的种族歧视罪行
37. ↑  涉嫌2天強姦2華女 29歲非裔嫌犯被捕